# Стриханов, Михаил Николаевич
Михаи́л Никола́евич Стриха́нов (род. 18 июля 1952, Краснодар) — российский физик, ректор МИФИ с 2007 по 2021 год. Доктор физико-математических наук (1992), академик Российской академии образования (2015; член-корреспондент по специальности «инженерная психология» с 2012), и.о академика-секретаря Отделения профессионального образования Российской академии образования. Заместитель министра образования России с июня 2003 по 2004 год. Главный редактор журнала «Ядерная физика и инжиниринг», заместитель председателя ВАК.

## Биография
Родился 18 июля 1952 года в Краснодаре.
В 1974 году окончил МИФИ с отличием по специальности «Теоретическая ядерная физика».
В 1974—1997 годы — стажёр-исследователь, ассистент, старший преподаватель, доцент, профессор МИФИ, директор научного центра Министерства образования РФ.
В 1994—1998 годы — директор «Государственного агентства международного сотрудничества в науке и образовании»
В 1997—1998 годы — проректор по международной образовательной и научной деятельности МИФИ.
В 1998—1999 годы — заместитель начальника Управления научно-исследовательских работ Министерства образования России.
В 1999—2003 годы — начальник Управления развития и планирования научных исследований Министерства образования России.
В 2003—2004 годы — заместитель Министра образования России.
В 2004—2007 годы — заместитель директора Департамента государственной научно-технической и инновационной политики Министерства образования и науки РФ.
С 2007 года — советник Министра по научно-техническим вопросам. Занимался инновационной деятельностью, многоуровневой подготовкой кадров, организацией координации и финансирования научных исследований в стране, развитием госсектора науки, интеграцией науки и образования, организацией международных программ по поддержке естественнонаучных и гуманитарных наук.
С 2012 года по настоящее время заведует кафедрой «Физика конденсированных сред».
C 2006 года по настоящее время — заведующий кафедрой МИФИ (с 2008 года — заведующий кафедрой 77 «Компьютерное моделирование и физика наноструктур и сверхпроводников»).
В 2007 году избран ректором МИФИ из трёх кандидатов.
В 2010 году переизбран ректором МИФИ.
В 2014 году рекомендован Наблюдательным советом МИФИ и назначен приказом Министерства образования и науки Российской Федерации ректором МИФИ.
В 2021 году назначен научным руководителем НИЯУ МИФИ.

## Научная деятельность
В 1978 году защитил кандидатскую диссертацию на соискание учёной степени кандидата физико-математических наук по теме «Взаимодействие излучений с веществом».
В 1984 году присвоено учёное звание доцента.
В 1992 году защитил диссертацию на соискание учёной степени доктора физико-математических наук по теме «Взаимодействие потоков заряженных частиц с веществом».
В 1996 году присвоено учёное звание профессора.
Основными направлениями научных исследований Стриханова являются ядерная физика, взаимодействие излучений с веществом, физика наноструктур.
Руководитель группы МИФИ в эксперименте STAR (обнаружение кварк-глюонной плазмы) в Брукхейвенской национальной лаборатории на RHIC (США) (с 1993 года).
Участник эксперимента ALICE (CERN) (с 1997 года).

## Общественная деятельность
И.о. вице-Президента РАО;
Заместитель председателя, член Президиума ВАК РФ;
Председатель Экспертного Совета по высшему образованию при Комитете Государственной Думы по образованию;
Член научного совета при Совете Безопасности России и научно-технического совета «Росатома»;
Председатель редакционного совета журнала «Ядерная физика и инжиниринг», член редколлегии журнала «Атомная энергия»;
Заместитель председателя совета ректоров Москвы и Московской области.
В 2024 году являлся доверенным лицом кандидата в президенты России Владимира Путина.

## Публикации
Является автором четырёх монографий и двух учебных пособий, 317 научных трудов по релятивистской ядерной физике, из них около 190 в реферируемых журналах, и 87 научно-методических.
Индекс цитирования: 30400 (Scopus 2022), индекс Хирша Н=87 

## Награды
- Медаль ордена «За заслуги перед Отечеством» I степени (25 августа 2023 года) — за заслуги в научно-педагогической деятельности, подготовке квалифицированных специалистов и многолетнюю добросовестную работу[7]
- Медаль ордена «За заслуги перед Отечеством» II степени (14 января 2014 года) — за достигнутые трудовые успехи и многолетнюю плодотворную работу[8]
- Премии Правительства РФ в области образования 2004 г., 2010 г.
- Премия Правительства Российской Федерации в области науки и техники, 2009 г.
- Нагрудный знак Орден «Академик И. В. Курчатов» I степени, 2012 г.
- Нагрудный знак «Почётный работник высшего профессионального образования Российской Федерации» , 2001 г.
- Почётная грамота Администрации Президента Российской Федерации, 2014 г.
- Почётные грамоты Минобрнауки России, 2000 г., 2007 г.
- Почётная грамота Министерства образования и науки Российской Федерации, 2007 г.
- Почётная грамота Министерства здравоохранения и социального развития Российской Федерации, 2009 г.
- Почётная грамота Росфинмониторинга, 2012 г.
- Благодарность Правительства РФ, 2012 г.
- Благодарности Минобрнауки России, 2012 г., 2013 г., 2016 г.
- Почётная грамота Администрации Президента Российской Федерации, 2014 г.
- Медаль «В память 850-летия Москвы», 1997 г.
- Знак «Ветеран атомной энергетики и промышленности», 2009 г.
- Нагрудный знак «За отличие в службе», 2009 г.
- Юбилейная медаль «65 лет атомной отрасли России», 2010 г.
- Юбилейная медаль «70 лет атомной отрасли России», 2015 г.
- Лауреат Международной премии «Человек года — 2016», 2016 г.
- Медаль «За заслуги перед Федеральной службой по финансовому мониторингу», 2017 г.
- Медаль «За служение науке», 2017 г.
- Почётная грамота Правительства Москвы, 2018 г.
- Медаль «За особые заслуги перед Калужской областью», 2018 г.
- Почётная грамота Президента Российской Федерации, 2018 г.

## Семья
Женат, есть дочь.